# 12910 Deliso
12910 Deliso este un asteroid din centura principală de asteroizi.

## Descriere
12910 Deliso este un asteroid din centura principală de asteroizi. A fost descoperit pe 17 septembrie 1998 la Stația Anderson Mesa în cadrul programului LONEOS. El prezintă o orbită caracterizată de o semiaxă mare de 2,60 ua, o excentricitate de 0,05 și o înclinație de 3,0° în raport cu ecliptica.